# 弁理士の日
弁理士の日（べんりしのひ）は、日本弁理士会が1997年に7月1日に制定した。

## 概要
1899年（明治32年）年7月1日、弁理士法の前身である「特許代理業者登録規則」が施行されたことにちなみ、弁理士に関する知識を普及啓発する目的で日本弁理士会は、その施行日である7月1日を「弁理士の日」に制定した。

## 沿革
日本弁理士会は毎年、弁理士の日に記念式典を開催しているが、10年に一回、特に大規模な記念式典を開催している。

## 式典の開催状況

### 日本弁理士会
- 1999年7月1日

弁理士制度100周年記念式典の開催。
- 2009年7月1日

弁理士制度110周年記念式典の開催。
- 2019年7月1日

弁理士制度120周年記念式典をホテルニューオータニで開催。
- 2023年7月3日[注 1]

弁理士を扱ったテレビドラマ『それってパクリじゃないですか? 〜新米知的財産部員のお仕事〜』の制作スタッフに対して、感謝状及び記念品が贈呈された。
- 2024年7月1日

Palace Hotel Tokyoで開催された。

### 地域会
関東会、関西会及び東海会も別途、記念イベントを開催した。
2023年7月22日、土曜日に関東会が、栃木県宇都宮市にあるFKDインターパーク店特設会場で記念イベントが開催する。